# 棒花鮈
棒花鮈（学名：Gobio rivuloides）为輻鰭魚綱鲤形目鲤科鮈屬的鱼类，是中国的特有物种。分布于海河、黄河、滦河、大凌河等水系。该物种的模式产地在山西娘子关。

## 扩展阅读
維基物種上的相關：棒花鮈
- 黄河土著鱼类列表